# Szczelina w Progu Mułowym
Szczelina w Progu Mułowym – jaskinia, a właściwie schronisko, w Dolinie Miętusiej w Tatrach Zachodnich. Wejście do niej położone jest w Progu Mułowym na wysokości 1715 metrów n.p.m. Długość jaskini wynosi 5,5 metrów, a jej deniwelacja 1,5 metrów.

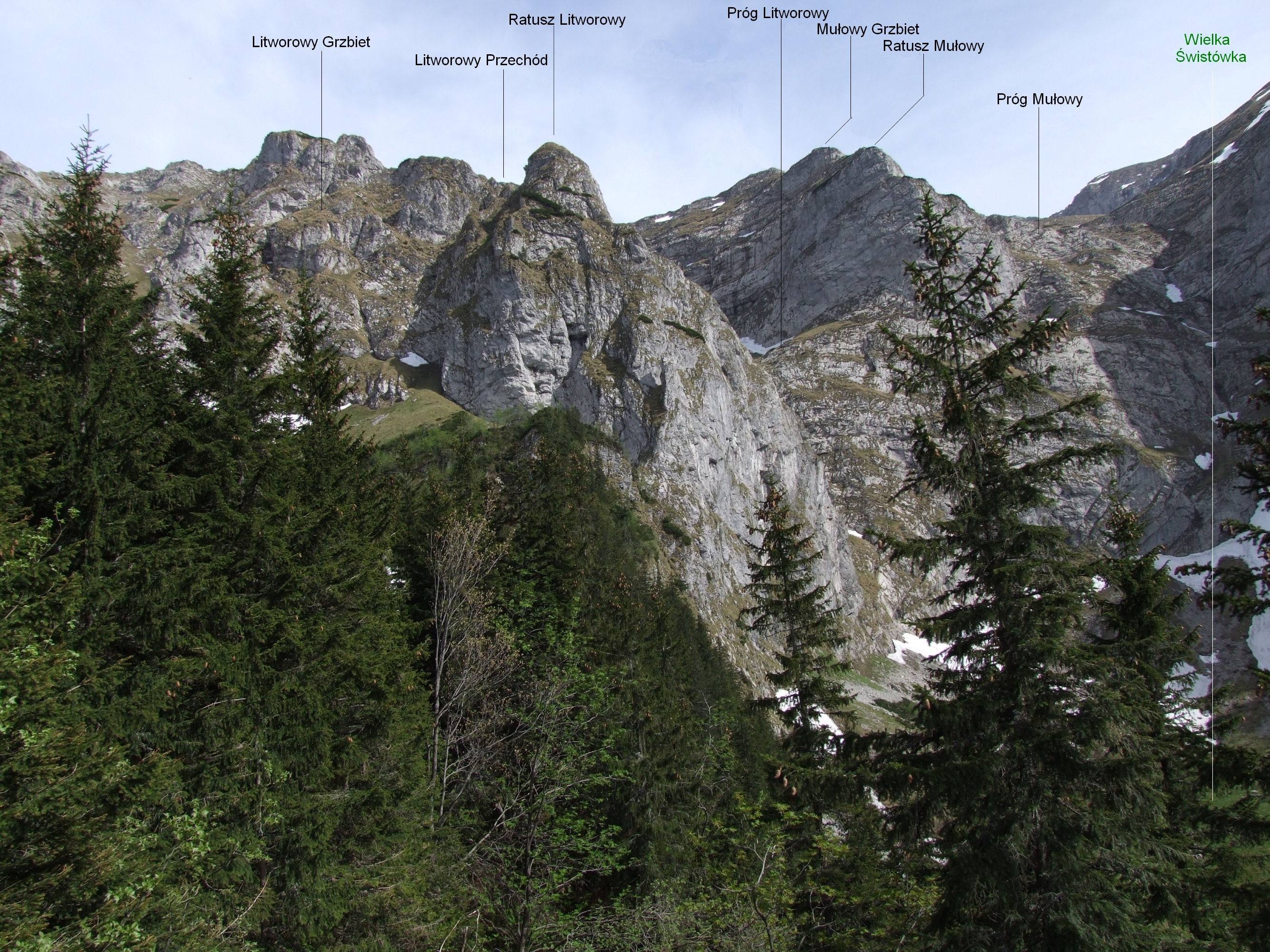
Otoczenie Wielkiej Świstówki w Dolinie Miętusiej. Na prawo Próg Mułowy

## Opis jaskini
Jaskinię stanowi idący w dół, szczelinowy i ciasny korytarzyk zaczynający się w niewielkim, szczelinowym otworze wejściowym, a kończący zawaliskiem. Na jego końcu odchodzi w górę 2-metrowa szczelina.

## Przyroda
W jaskini brak jest nacieków. Ściany są wilgotne, rosną na nich mchy i porosty.

## Historia odkryć
Jaskinia była prawdopodobnie znana od dawna. Jej pierwszy opis i plan sporządziła I. Luty przy pomocy B. Zalewskiego w 1995 roku.